# Seznam kostelů v okrese Havlíčkův Brod
Seznam kostelů v okrese Havlíčkův Brod

## Existující kostely

### Římskokatolické kostely
| Název                                 | Obrázek                               | Galerie Commons                                                                                 | Místo                                | Ochrana          | Popis | Souřadnice                       |
| ------------------------------------- | ------------------------------------- | ----------------------------------------------------------------------------------------------- | ------------------------------------ | ---------------- | ----- | -------------------------------- |
| kostel Archanděla Michaela            | kostel Archanděla Michaela            | Kategorie „Church of Saint Michael (Uhelná Příbram)“ na Wikimedia Commons                       | Uhelná Příbram                       | kulturní památka | ...   |                                  |
| kostel Jména Panny Marie              | kostel Jména Panny Marie              | Kategorie „Church of the Name of the Virgin Mary in Podmoky“ na Wikimedia Commons               | Podmoky                              | ne               | ...   |                                  |
| kostel Nalezení svatého Kříže         | kostel Nalezení svatého Kříže         | Kategorie „Church of the Finding of the True Cross (Svatý Kříž)“ na Wikimedia Commons           | Svatý Kříž, Havlíčkův Brod           | kulturní památka | ...   |                                  |
| kostel Nanebevzetí Panny Marie        | kostel Nanebevzetí Panny Marie        | Kategorie „Church of the Assumption of the Virgin Mary (Číhošť)“ na Wikimedia Commons           | Číhošť                               | kulturní památka | ...   |                                  |
| kostel Nanebevzetí Panny Marie        | kostel Nanebevzetí Panny Marie        | Kategorie „Kostel Nanebevzetí Panny Marie (Habry)“ na Wikimedia Commons                         | Habry                                | kulturní památka | ...   |                                  |
| kostel Nanebevzetí Panny Marie        | kostel Nanebevzetí Panny Marie        | Kategorie „Kostel Nanebevzetí Panny Marie (Skála)“ na Wikimedia Commons                         | Skála, Věž                           | kulturní památka | ...   |                                  |
| kostel Navštívení Panny Marie         | kostel Navštívení Panny Marie         | Kategorie „Church of the Visitation of Our Lady (Sopoty)“ na Wikimedia Commons                  | Sopoty, Sobíňov                      | kulturní památka | ...   |                                  |
| kostel Narození svatého Jana Křtitele | kostel Narození svatého Jana Křtitele | Kategorie „Church of the Nativity of Saint John the Baptist (Krásná Hora)“ na Wikimedia Commons | Krásná Hora                          | kulturní památka | ...   |                                  |
| kostel Narození svatého Jana Křtitele | kostel Narození svatého Jana Křtitele | Kategorie „Church of the Nativity of Saint John the Baptist (Přibyslav)“ na Wikimedia Commons   | Přibyslav                            | kulturní památka | ...   |                                  |
| kostel Narození svatého Jana Křtitele | kostel Narození svatého Jana Křtitele | Kategorie „Church of Saint John the Baptist (Sázavka)“ na Wikimedia Commons                     | Sázavka                              | kulturní památka | ...   |                                  |
| kostel Nanebevzetí Panny Marie        | kostel Nanebevzetí Panny Marie        | Kategorie „Church of the Assumption of the Virgin Mary in Havlíčkův Brod“ na Wikimedia Commons  | Havlíčkův Brod                       | kulturní památka | ...   |                                  |
| kostel Nejsvětější Trojice            | kostel Nejsvětější Trojice            | Kategorie „Church of Holy Trinity (Havlíčkův Brod)“ na Wikimedia Commons                        | Havlíčkův Brod                       | kulturní památka | ...   |                                  |
| kostel Nejsvětější Trojice            | kostel Nejsvětější Trojice            | Kategorie „Church of Holy Trinity (Ledeč nad Sázavou)“ na Wikimedia Commons                     | Ledeč nad Sázavou                    | kulturní památka | ...   |                                  |
| kostel Povýšení svatého Kříže         | kostel Povýšení svatého Kříže         | Kategorie „Church of the Exaltation of the Holy Cross (Petrovice)“ na Wikimedia Commons         | Petrovice, Štoky                     | kulturní památka | ...   |                                  |
| kostel Proměnění Páně                 | kostel Proměnění Páně                 | Kategorie „Church of the Transfiguration (Kožlí)“ na Wikimedia Commons                          | Kožlí                                | ne               | ...   |                                  |
| kostel svaté Anny                     | kostel svaté Anny (interiér)          | Kategorie „Church of Saint Anne (Modletín)“ na Wikimedia Commons                                | Modletín, Rušinov                    | kulturní památka | ...   |                                  |
| kostel svaté Anny                     | kostel svaté Anny                     | Kategorie „Church of Saint Anne (Pohled)“ na Wikimedia Commons                                  | Pohled                               | kulturní památka | ...   |                                  |
| kostel svatého Bartoloměje            | kostel svatého Bartoloměje            | Kategorie „Saint Bartholomew Church (Česká Bělá)“ na Wikimedia Commons                          | Česká Bělá                           | kulturní památka | ...   |                                  |
| kostel svatého Bartoloměje            | kostel svatého Bartoloměje            | Kategorie „Church of Saint Bartholomew (Herálec)“ na Wikimedia Commons                          | Herálec                              | ne               | ...   |                                  |
| kostel svatého Bartoloměje            | kostel svatého Bartoloměje            | Kategorie „Church of Saint Bartholomew (Heřmanice)“ na Wikimedia Commons                        | Heřmanice                            | kulturní památka | ...   |                                  |
| kostel svatého Bartoloměje            | kostel svatého Bartoloměje            | Kategorie „Church of Saint Bartholomew (Hněvkovice)“ na Wikimedia Commons                       | Hněvkovice                           | kulturní památka | ...   |                                  |
| kostel svatého Bartoloměje            | kostel svatého Bartoloměje            | Kategorie „Church of Saint Bartholomew (Kněž)“ na Wikimedia Commons                             | Kněž, Tis                            | kulturní památka | ...   |                                  |
| kostel svatého Bartoloměje            | kostel svatého Bartoloměje            | Kategorie „Church of Saint Bartholomew (Radinov)“ na Wikimedia Commons                          | Radinov, Chrtníč                     | ne               | ...   |                                  |
| kostel svatého Františka Serafinského | kostel svatého Františka Serafinského | Kategorie „Church of Saint Francis of Seraphim (Golčův Jeníkov)“ na Wikimedia Commons           | Golčův Jeníkov                       | kulturní památka | ...   |                                  |
| kostel svatého Jakuba Většího         | kostel svatého Jakuba Většího         | Kategorie „Church of Saint James the Greater in Chotěboř“ na Wikimedia Commons                  | Chotěboř                             | kulturní památka | ...   |                                  |
| kostel svatého Jakuba Většího         | kostel svatého Jakuba Většího         | Kategorie „Church of Saint James the Greater (Štoky)“ na Wikimedia Commons                      | Štoky                                | kulturní památka | ...   |                                  |
| kostel svatého Jana Křtitele          | kostel svatého Jana Křtitele          | Kategorie „Church of Saint John the Baptist (Sačany)“ na Wikimedia Commons                      | Sačany, Vrbka, Kozlov                | kulturní památka | ...   |                                  |
| kostel svatého Jana Nepomuckého       | kostel svatého Jana Nepomuckého       | Kategorie „Church of Saint John of Nepomuk (Nová Ves u Chotěboře)“ na Wikimedia Commons         | Nová Ves u Chotěboře                 | kulturní památka | ...   |                                  |
| kostel svatého Jiljí                  | kostel svatého Jiljí                  | Kategorie „Church of Saint Giles (Libice nad Doubravou)“ na Wikimedia Commons                   | Libice nad Doubravou                 | kulturní památka | ...   |                                  |
| kostel svaté Kateřiny                 | kostel svaté Kateřiny                 | Kategorie „Church of Saint Catherine (Havlíčkův Brod)“ na Wikimedia Commons                     | Havlíčkův Brod                       | kulturní památka | ...   |                                  |
| kostel svaté Kateřiny                 | kostel svaté Kateřiny                 | Kategorie „Church of Saint Catherine of Alexandria (Stříbrné Hory)“ na Wikimedia Commons        | Stříbrné Hory                        | kulturní památka | ...   |                                  |
| kostel svaté Markéty                  | kostel svaté Markéty                  | Kategorie „Church of Saint Margaret (Loukov, Dolní Město)“ na Wikimedia Commons                 | Loukov, Dolní Město                  | kulturní památka | ...   |                                  |
| kostel svaté Markéty                  | kostel svaté Markéty                  | Kategorie „Church of Saint Margaret (Golčův Jeníkov)“ na Wikimedia Commons                      | Golčův Jeníkov                       | kulturní památka | ...   |                                  |
| kostel svaté Markéty                  | kostel svaté Markéty                  | Kategorie „Church of Saint Margaret (Lučice)“ na Wikimedia Commons                              | Lučice                               | kulturní památka | ...   |                                  |
| kostel svatého Martina                | kostel svatého Martina                | Kategorie „Church of Saint Martin (Dolní Město)“ na Wikimedia Commons                           | Dolní Město                          | kulturní památka | ...   |                                  |
| kostel svatého Michala                | kostel svatého Michala                | Kategorie „Church of Saint Michael (Žižkovo Pole)“ na Wikimedia Commons                         | Žižkovo Pole                         | kulturní památka | ...   |                                  |
| kostel svatého Mikuláše               | kostel svatého Mikuláše               | Kategorie „Church of Saint Nicholas (Dlouhá Ves)“ na Wikimedia Commons                          | Dlouhá Ves                           | kulturní památka | ...   |                                  |
| kostel svatého Mikuláše               | kostel svatého Mikuláše               | Kategorie „Church of Saint Nicholas (Krucemburk)“ na Wikimedia Commons                          | Krucemburk                           | kulturní památka | ...   |                                  |
| kostel svatého Mikuláše               | kostel svatého Mikuláše               | Kategorie „Church of Saint Nicholas (Skuhrov)“ na Wikimedia Commons                             | Skuhrov                              | kulturní památka | ...   |                                  |
| kostel svatého Ondřeje                | kostel svatého Ondřeje                | Kategorie „Church of Saint Andrew (Pohled)“ na Wikimedia Commons                                | Pohled                               | kulturní památka | ...   |                                  |
| kostel svatých Petra a Pavla          | kostel svatých Petra a Pavla          | Kategorie „Church of Saints Peter and Paul (Ledeč nad Sázavou)“ na Wikimedia Commons            | Ledeč nad Sázavou                    | kulturní památka | ...   |                                  |
| kostel svatých Petra a Pavla          | kostel svatých Petra a Pavla          | Kategorie „Church of Saints Peter and Paul (Šlapanov)“ na Wikimedia Commons                     | Šlapanov                             | kulturní památka | ...   |                                  |
| kostel svatých Petra a Pavla          | kostel svatých Petra a Pavla          | Kategorie „Church of Saints Peter and Paul (Úsobí)“ na Wikimedia Commons                        | Úsobí                                | kulturní památka | ...   |                                  |
| kostel Svaté rodiny                   | kostel Svaté rodiny                   | Kategorie „Church of the Holy Family (Havlíčkův Brod)“ na Wikimedia Commons                     | Havlíčkův Brod                       | kulturní památka | ...   | 49°36′35″ s. š., 15°34′44″ v. d. |
| kostel svatého Václava                | kostel svatého Václava                | Kategorie „Heřmaň - kostel svatého Václava“ na Wikimedia Commons                                | Heřmaň, Jeřišno                      | kulturní památka | ...   |                                  |
| kostel svatého Václava                | kostel svatého Václava                | Kategorie „Church of Saint Wenceslaus (Horní Studenec)“ na Wikimedia Commons                    | Horní Studenec, Ždírec nad Doubravou | kulturní památka | ...   |                                  |
| kostel svatého Václava                | kostel svatého Václava                | Kategorie „Church of Saint Wenceslaus (Chřenovice)“ na Wikimedia Commons                        | Chřenovice                           | kulturní památka | ...   |                                  |
| kostel svatého Václava                | kostel svatého Václava                | Kategorie „Church of Saint Wenceslaus (Vilémov)“ na Wikimedia Commons                           | Klášter, Vilémov                     | kulturní památka | ...   |                                  |
| kostel svatého Václava                | kostel svatého Václava                | Kategorie „Church of Saint Wenceslaus (Světlá nad Sázavou)“ na Wikimedia Commons                | Světlá nad Sázavou                   | kulturní památka | ...   |                                  |
| kostel svatého Vavřince               | kostel svatého Vavřince               | Kategorie „Church of Saint Lawrence (Čachotín)“ na Wikimedia Commons                            | Čachotín                             | kulturní památka | ...   |                                  |
| kostel svatého Víta                   | kostel svatého Víta                   | Kategorie „Church of Saint Vitus (Dolní Krupá)“ na Wikimedia Commons                            | Dolní Krupá                          | kulturní památka | ...   |                                  |
| kostel svatého Víta                   | kostel svatého Víta                   | Kategorie „Church of Saint Vitus (Havlíčkova Borová)“ na Wikimedia Commons                      | Havlíčkova Borová                    | kulturní památka | ...   |                                  |
| kostel svatého Víta                   | kostel svatého Víta                   | Kategorie „Church of Saint Vitus (Lipnice nad Sázavou)“ na Wikimedia Commons                    | Lipnice nad Sázavou                  | kulturní památka | ...   |                                  |
| kostel svatého Víta                   | kostel svatého Víta                   | Kategorie „Church of Saint Vitus (Zahrádka)“ na Wikimedia Commons                               | Zahrádka                             | kulturní památka | ...   |                                  |
| kostel svatého Vojtěcha               | kostel svatého Vojtěcha               | Kategorie „Church of Saint Adalbert (Havlíčkův Brod)“ na Wikimedia Commons                      | Havlíčkův Brod                       | kulturní památka | ...   |                                  |
| kostel svatého Vojtěcha               | kostel svatého Vojtěcha               | Kategorie „Church of Saint Adalbert (Malé Bojiště)“ na Wikimedia Commons                        | Malé Bojiště, Bojiště                | ne               | ...   |                                  |
| kostel Všech svatých                  | kostel Všech svatých                  | Kategorie „Church of Holy Cross (Dobrnice)“ na Wikimedia Commons                                | Dobrnice, Leština u Světlé           | kulturní památka | ...   |                                  |

### Kostely Českobratrské církve evangelické
| Název              | Obrázek                          | Galerie Commons                                                    | Místo       | Ochrana          | Popis | Souřadnice |
| ------------------ | -------------------------------- | ------------------------------------------------------------------ | ----------- | ---------------- | ----- | ---------- |
| evangelický kostel | evangelický kostel v Horní Krupé | Kategorie „Evangelical church in Horní Krupá“ na Wikimedia Commons | Horní Krupá | kulturní památka | ...   |            |
| evangelický kostel | evangelický kostel v Klokočově   | Kategorie „Protestant church (Klokočov)“ na Wikimedia Commons      | Klokočov    | ne               | ...   |            |
| evangelický kostel | evangelický kostel v Krucemburku | Kategorie „Protestant church in Krucemburk“ na Wikimedia Commons   | Krucemburk  | ne               | ...   |            |
| evangelický kostel | evangelický kostel v Malči       | Kategorie „Protestant church in Maleč“ na Wikimedia Commons        | Maleč       | ne               | ...   |            |
| evangelický kostel | evangelický kostel v Sázavce     | Kategorie „Protestant church in Sázavka“ na Wikimedia Commons      | Sázavka     | ne               | ...   |            |
| evangelický kostel | evangelický kostel ve Vilémově   |                                                                    | Vilémov     | ne               | ...   |            |

### Kostely Československé církve husitské
| Název           | Obrázek                             | Galerie Commons                                                     | Místo             | Ochrana          | Popis | Souřadnice |
| --------------- | ----------------------------------- | ------------------------------------------------------------------- | ----------------- | ---------------- | ----- | ---------- |
| husitský kostel | husitský kostel v Havlíčkově Brodě  | Kategorie „Hussite church in Havlíčkův Brod“ na Wikimedia Commons   | Havlíčkův Brod    | kulturní památka | ...   |            |
| husitský kostel | husitský kostel v Ledči nad Sázavou | Kategorie „Hussite church (Ledeč nad Sázavou)“ na Wikimedia Commons | Ledeč nad Sázavou | kulturní památka | ...   |            |

## Zaniklé kostely
- kostel přestavěný na zemědělské stavení, u Lípy